# 姆巴托省
6°28′N 4°22′W / 6.467°N 4.367°W

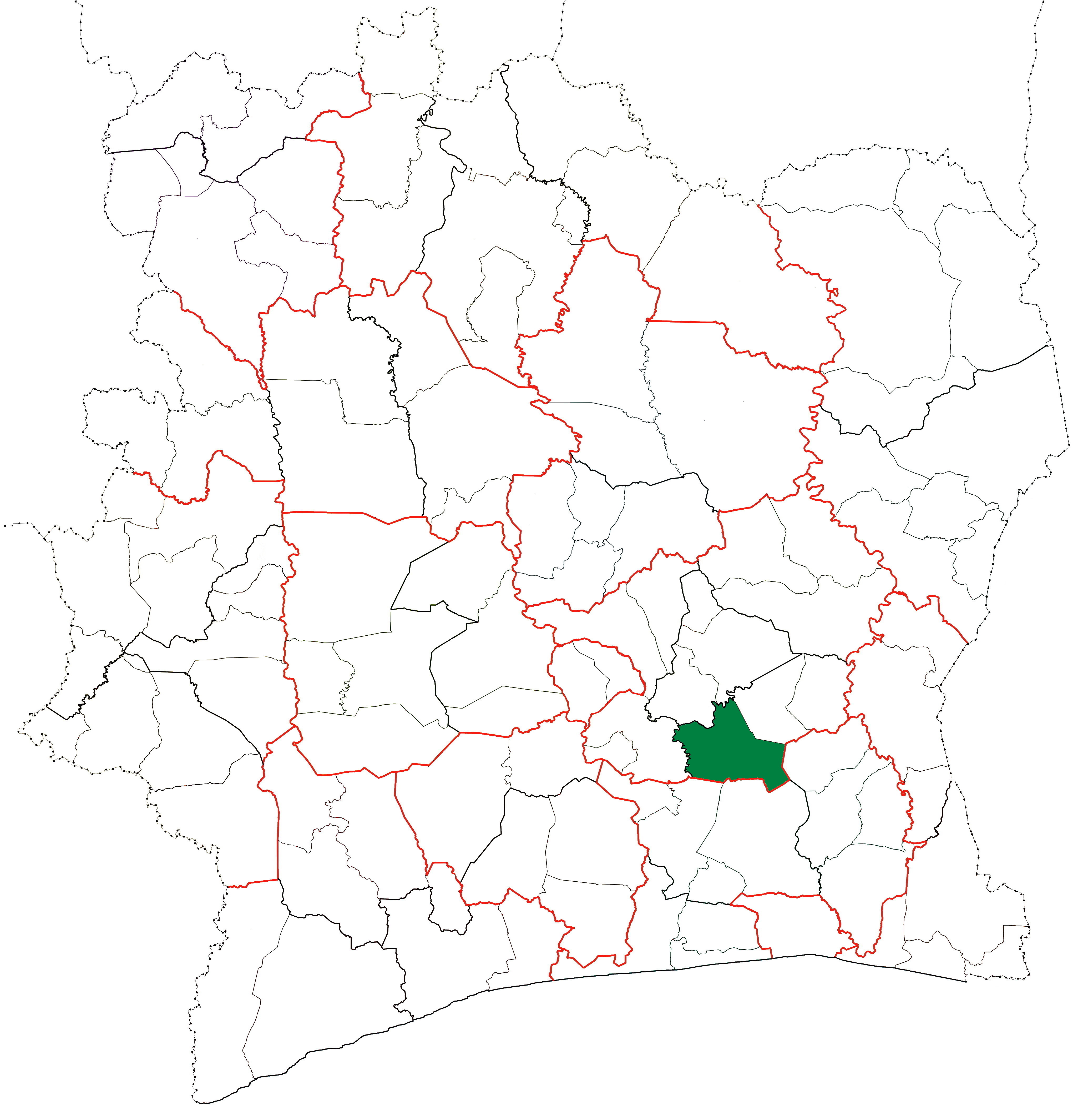

姆巴托省（M'Batto Department），是科特迪瓦的省份，位於該國中部湖泊區，由莫羅努大區所負責管轄，成立於2009年，東面是邦瓜努省，2014年該省份人口為106,964。